# (3694) Sharon
(3694) Sharon est un astéroïde de la ceinture principale et plus spécifiquement du groupe de Hilda.

## Description
(3694) Sharon est un astéroïde du groupe de Hilda. Il présente une orbite caractérisée par un demi-grand axe de 3,93 UA, une excentricité de 0,21 et une inclinaison de 5,0° par rapport à l'écliptique.

## Compléments